# Силхет
Си́лхет (бенг. সিলেট) — один из крупнейших городов Бангладеш. Административный центр округа Силхет и области Силхет.
Расположен на реке Сурма в 190-200 км к северо-востоку от Дакки.
Город стал муниципалитетом в 2009 году. Население муниципалитета — 463 198 человек (оценочно на 2008 год). Площадь — 26,50 км². Плотность населения — 17 479 чел./км².
Город обслуживается международным аэропортом имени Османи.

## Население
| Год  | Численность | Численность |
| ---- | ----------- | ----------- |
| 2008 | 463 198     |             |
| 2011 | 479 837     | [ 1 ]       |

## Города-побратимы
- Амман, Иордания
- Лондон, Великобритания
- Марилебон, Великобритания
- Тауэр-Хэмлетс, Великобритания
- Рочдейл, Великобритания
- Конья, Турция
- Мессина, Италия
- Читтагонг, Бангладеш